# AIS-арена
AIS-арена (англ. AIS Arena) — спортивно-развлекательный комплекс в Канберре, Австралия. Арена была построена в 1980 году, а её вместимость составляет 5200 человек. Церемония открытия сооружения прошла 26 января 1981 года на которой присутствовал премьер-министр Австралии Малколм Фрейзер. Первоначально арена называлась National Indoor Sports Centre и являлась домашней площадкой команды Австралийского института спорта. В настоящее же время в нём свои домашние матчи проводят команды «Канберра Кэпиталз» и Австралийского института спорта, которые выступают в Женской национальной баскетбольной лиге и Юго-Восточной Австралийской баскетбольной лиге. «AIS-арена» является главным спортивным сооружением столицы, поэтому на ней проходят домашние игры мужской и женской национальных сборных Австралии, а также сборной Австралии по нетболу.
Арена также была домашней площадкой для клуба «Канберра Кэннонс», выступавшем в чемпионате Австралазии по баскетболу. «Кэннонс» три раза завоёвывали чемпионский титул в 1983, 1984 и 1988 годах, однако все три раза клуб одерживал победу в Большом финале в Мельбурне. В то время, когда «Кэннонс» выступали в «AIS-арене», она носила название «Пэлас» (англ. The Palace, Дворец).
Проект сооружения был разработан Philip Cox & Partners. Для того, чтобы уменьшить размеры арены и вписать его в панораму города, часть здания находится ниже уровня земли.
На арене проходят не только спортивные мероприятия, но и другие события, такие как торговые выставки, выставки, вечеринки. Сооружение является главной крытой площадкой столицы для проведения концертов. Здесь выступали такие музыканты, как Пинк, Элис Купер и Келли Кларксон.